# Daniel Rondeau

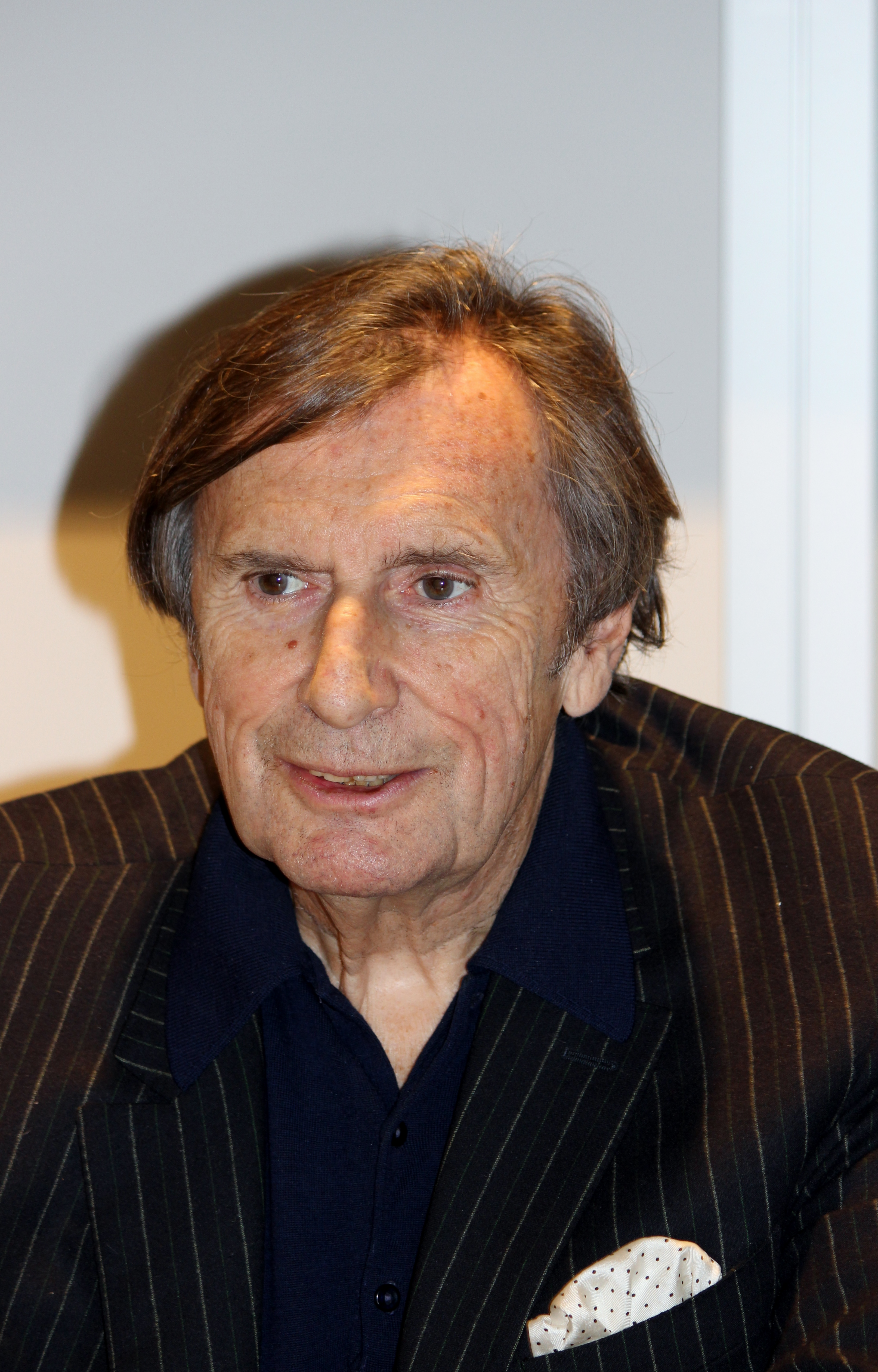
Daniel Rondeau (2019)

Daniel Rondeau (* 7. Mai 1948 in Le Mesnil-sur-Oger, Département Marne) ist ein französischer Schriftsteller, Journalist, Essayist, Verleger, Diplomat und Mitglied der Académie française.

## Leben
Rondeaus Eltern waren Lehrer an einer Volksschule, zuerst in Congy (Département Marne) wo er seine Kindheit verbrachte. Später wohnte die Familie in Châlons-sur-Marne, wo er seine Schulzeit absolvierte (→Baccalauréat). Der Fotograf Gérard Rondeau (1953–2016) war sein jüngerer Bruder.
Rondeau begann an der Universität Nancy II Rechtswissenschaft zu studieren. Später wechselte er an die Universität von Paris und konnte dort sein Studium 1971 mit der Licence abschließen. Politisch extrem links stand er während seines Studiums dem Maoismus nahe. Während der Studentenunruhen in Paris (→Mai 1968 in Frankreich) arbeitete er u. a. mit Daniel Cohn-Bendit und Benny Lévy zusammen. Danach schloss er sich der Gauche prolétarienne an.
Nach seinem Studium begann Rondeau 1971 als einfacher Arbeiter in den lothringischen Eisenhütten (→Lothringer Erzbergwerke) zu arbeiten. Nach drei Jahren beendete er diese Arbeit und veröffentlichte über seine Erlebnisse sein erstes Buch „Chagrin lorrain“. In dieser Zeit war er auch Mitarbeiter von Radio Nord-Est und betreute die regelmäßige Sendung „Mémoires ouvertes“.
1982 engagierte ihn Serge July, einer der Gründer der Tageszeitung Libération, für deren Kulturredaktion. Nach drei Jahren wechselte Rondeau als Journalist zum Nachrichtenmagazin Le Nouvel Observateur und blieb dort bis 1998 Mitglied der Redaktion. Anschließend wechselte er in gleicher Position zum Wochenmagazin L’Express, wo er bald schon als Mitherausgeber für den Leitartikel verantwortlich zeichnete. Parallel dazu schrieb er auch immer wieder für Le Journal du Dimanche, Paris Match und Le Monde.
Neben seinem Brotberuf als Journalist gründete Rondeau zusammen mit dem Juristen Gérard Voitey (1944–1994) den Verlag Quai Voltaire und leitete ihn bis 1995. Der Verlag Éditions Robert Laffont betraute ihn 2004 als verantwortlichen Herausgeber für die Buchreihe „Bouquins“. Als 1996 Anne de Lacretelle den Prix Sévigné ins Leben rief, wurde Rondeau Mitglied der Jury.
Mit Wirkung vom 27. Mai 2008 berief Präsident Nicolas Sarkozy Rondeau zum Botschafter für Malta. Dieses Amt hatte Rondeau bis 8. November 2011 inne. Anschließend wechselte er auf Wunsch von Außenminister Bernard Kouchner als Ständiger Vertreter Frankreichs bei der UNESCO und wurde damit der Nachfolger von Rama Yade. Er selbst wurde 2013 von Philippe Lalliot abgelöst. Auf Wunsch von David M. Malone vertrat Rondeau ab 2. September 2013 die Universität der Vereinten Nationen (Außenstelle Paris) bei der UNESCO in Paris.
Daniel Rondeau ist verheiratet und hat zwei Kinder.

## Rezeption
Rondeau veröffentlichte bis heute (2022) 6 Romane und zahlreiche weitere Bücher, darunter erfolgreiche Städteporträts aus dem Mittelmeerraum. Viele seiner Bücher wurden übersetzt und auch mehrfach ausgezeichnet.
Freundschaftliche Beziehungen verbanden ihn mit dem Rocksänger Johnny Halliday, über den er zwei Bücher schrieb und dem er 2017 bei der Beisetzungsfeier in der Kirche La Madeleine in Paris eine Gedenkrede hielt.
2011 versuchte Rondeau Mitglied der Académie française zu werden, was aber erfolglos blieb, ebenso ein zweiter Versuch 2016. Mit Wirkung vom 6. Juni 2019 wurde er als Nachfolger von Michel Déon auf den Fauteuil 8 gewählt. Die offizielle Aufnahmezeremonie war für den 4. November 2021 geplant, wegen der COVID-19-Pandemie aber verschoben.

## Ehrungen (Auswahl)
- 1988 Prix du roman populiste für L’enthousiasme
- 1998 Prix des Deux Magots für Alexandrie[4]
- 1998 Grand Prix de littérature Paul Morand für sein Gesamtwerk
- 2011 Mitglied der Écrivains de Marine
- 2014 Prix Saint-Simon für Vingt ans et plus
- 2015 Prix Jacques Auchberti für sein Gesamtwerk
- 2016 Prix Jules Rimet für Boxing-Club
- 2017 Grand Prix du Roman für Mécaniques du chaos
- 2019 Dr. h. c. des Staatlichen Moskauer Instituts für Internationale Beziehungen (MGIMO)
- National Order of Merit (Malta)
- Ritter der Ehrenlegion
- Kommandeur des Ordre des Arts et des Lettres
- Ritter des Ordre du Mérite Maritime
- Ordre national du Cèdre (Libanon)

## Werke (Auswahl)

### Als Autor
Autobiografisches
- Mémoire tu l’appelleras (= Les cahiers rouges). Grasset, Paris 2006.

1. Les Vignes de Berlin. ISBN 2-246-53951-X.
2. L’Enthousiasme. ISBN 2-246-53941-2. (EA Paris 1988)
Deutsch: In Flammen. Ein Leben für die Revolution, Paris, 1968. Rowohlt, Reinbek 1989, ISBN 3-499-12590-0 (übersetzt von Ute M. Richter).

- Vingt Ans et plus. Journal 1991–2012. Flammarion, Paris 2014, ISBN 978-2-08-125286-8 (Tagebuch)

Biographisches
- Littérature notre ciel! Souvenir de Heinrich Maria Ledig-Rowohlt. Grasset, Paris 1992.
- Mitterrand et nous. Grasset, Paris 1994, ISBN 2-246-50191-1.
- Johnny. Éditions Nil, Paris 2018, ISBN 978-2-84111-967-7 (EA Paris 2001)
- Albert Camus ou les promesses de la vie. Mengès, Paris 2010, ISBN 978-2-85620-484-9 (EA Paris 2005)

Erzählungen
- J'écris parce que je chante mal. Édition Quadrature, Louvain-La Neuve 2015, ISBN 978-2-930538-53-2 (EA Québec 2010)

Geschichte
- zusammen mit François Baudin: Chagrin lorrain. La vie ouvrière en Lorraine (1870–1914). Seuil, Paris 197, ISBN 2-02-005372-1.
- zusammen mit Roger Stéphane: Des hommes libres. 1940–1945. Histoire de la France libre par ceux qui l’ont faite (= L’autre regard). Grasset, Paris 1998, ISBN 2-246-49011-1.

Literaturkritik
- Les Fêtes partagées. Lectures et autres voyages. Laffont, Paris 2015, ISBN 978-2-221-15701-5 (Literatur des 20. Jahrhunderts, EA Paris 1994)
- Journal de lectures. 1999–2006. Transbordeurs, Marseille 2007, ISBN 978-2-84957-018-0 (gesammelte Feuilletons aus L’Express)
- La raison et le cœur. Littérature, politique, engagement. Grasset, Paris 2018, ISBN 978-2-246-68741-2 (französische Literatur der Moderne)
- Trans-Europ-Express. Un an de reportage littéraire à „Libération“. Seuil, Paris 1984, ISBN 2-02-006874-5 (eine Reihe von Artikeln, Dezember 1982–Februar 1984)
  - Deutsch: Trans-Europ-Express. Literarische Reportagen und Interviews. Beck und Glückler, Freiburg 1985, ISBN 3-924175-06-3 (übersetzt von Ulrich Hartmann)

Reiseberichte
- Tanger. Quai Voltaire, Paris 1987, ISBN 2-87653-002-3.
- Alexandrie. Gallimard, Paris 2000, ISBN 2-07-040749-7 (EA Paris 1997)
- Tanger et autres Marocs (= Coll. Folio). Gallimard, Paris 2000, ISBN 2-07-040750-0 (EA Paris 1997)
- Istanbul. Récit. Éditions Nil, Paris 2002, ISBN 2-84111-223-3.
  - Deutsch: Istanbul. Eine Entdeckungsreise (= National Geographic Adventure). Frederking & Thaler, München 2008, ISBN 978-3-89405-855-5 (übersetzt von Elsbeth Ranke)
- Carthage. Gallimard, Paris 2009, ISBN 978-2-84111-392-7.
- Malta Hanina. Grasset, Paris 2011, ISBN 978-2-246-79503-2.

Reportagen
- Chronique du Liban rebelle. 1988–1989. Grasset, Paris 1991, ISBN 2-246-44641-4.
- Boxing-Club. Grasset, Paris 2016, ISBN 978-2-246-85997-0.

Romane
- L'âge-déraison. Véritable biographie imaginaire de Johnny H. Seuil, Paris 1982, ISBN 2-02-006099-X (Roman über Johnny Halliday)
- Les Tambours du Monde. Grasset, Paris 1989, ISBN 2-246-42441-0.
- La Part du diable. Grasset, Paris 1992, ISBN 2-246-43431-9.
- Dans la marche du temps. Grasset, Paris 2004, ISBN 2-246-46681-4.
- Mécaniques du chaos. Grasset, Paris 2017, ISBN 978-2-246-68831-0.
- Arrière-pas. Grasset, Paris 2021, ISBN 978-2-246-81785-7.

Vorworte
- Hervé Chabaud, Roland Irolla: Paris. Trésors dévoiles. Édition R.I., Niort 2021.
- Alexandre Duval-Stalla (Hrsg.): André Malraux, Charles de Gaulle. Une histoire, deux légendes, biographie croisée. Gallimard, Paris 2016, ISBN 978-2-07-079387-7.
- Friedo Lampe: Au bord de la nuit (= Domaine étranger). Union GE, Paris 1987, ISBN 2-264-01025-8 (übersetzt von Eugène Badoux)
- Élisabeth Latrémolière, Jacques Sanstrot: Gourdji. Le magicien d’or. Gradeniog, Montreuil 2007, ISBN 978-2-35340-022-5.
- Catherine Pinguet, Pierre de Gigord: Istanbul. Photographs et sultans, 1840–1900. CNRS, Paris 2011, ISBN 978-2-271-07254-2.

## Als Herausgeber
- zusammen mit Jean-François Fogel: Pourquoi écrivez vous? 400 écrivains répondont. SNPC-Libération, Paris 1999, ISBN 2-253-04624-8 (EA Paris 1985)
- L’appel du Maroc. IMA, Paris 1999, ISBN 2-84306-056-7.